# هاسل (وزر)
هاسل (به آلمانی: Hassel) یک شهر در آلمان است که در Nienburg واقع شده‌است.